# Сомро (коммуна)
Сомро́ (фр. Sommerau) — вновь созданная коммуна на северо-востоке Франции в регионе Гранд-Эст (бывший Эльзас — Шампань — Арденны — Лотарингия), департамент Нижний Рейн, округ Саверн, кантон Саверн. Коммуна Сомро создана слиянием и последующим упразднением коммун Алленвиллер, Биркенвальд, Саланталь и Сенгрист. Дата образования новой коммуны — 1 января 2016 года.
Площадь коммуны — 15,96 км², население — 1 466 человек (2013), почтовые индексы: 67310, 67440.

## Состав коммуны
| Код INSEE | Коммуна     | Французское название | Площадь, км² | Население (2013) |
| --------- | ----------- | -------------------- | ------------ | ---------------- |
| 67004     | Алленвиллер | Allenwiller          | 5,96         | 535              |
| 67041     | Биркенвальд | Birkenwald           | 5,12         | 283              |
| 67431     | Саланталь   | Salenthal            | 1,34         | 246              |
| 67469     | Сенгрист    | Singrist             | 3,54         | 402              |
| Всего:    | Всего:      | Всего:               | 15,96        | 1466             |